# 1815 у науці

## Астрономія та космологія
- 3 жовтня  в Шассіньї, Верхня Марна упав марсіанський метеорит Chassigny.

## Біологія
- Жан-Батіст Ламарк почав публікацію Histoire naturelle des animaux sans vertèbres (Натуральна історія безхребетних тварин).

## Хімія
- Вільям Праут анонімно опублікував гіпотезу, що атомна маса будь-якого хімічного елемента виражається цілим числом атомної маси Гідрогену.[1][2]
- Нідерландський хімік Кунрад ван Хаутен додав у шоколад лужні солі, щоб зменшити гіркоту.[3]

## Науки про землю
- 5 квітня відбулося виверження  вулкану Тамбора  в Індонезії, найбільше в записаній історії. Безпосередньо від вибуху загинуло близько 92 тисяч людей. Вулканічний попіл, викинутий в атмосферу, змінив погоду у всьому світі й спричинив "Рік без літа".
- Вільям Сміт опублікував першу національну геологічну мапу Сполученого королівства, A Delineation of the Strata of England and Wales, with part of Scotland.[4]

## Медицина
- Аптекарським актом у Сполученому королівстві заборонено лікарську практику без ліцензії.[5]
- Французький хімік Мішель-Ежен Шеврель відкрив холестерол.

## Фізика
- Жан-Батіст Біо відкрив явище обертання площини поляризації світла в рідинах.
- Шведський хімік Єнс Якоб Берцеліус відкрив атомний розпад у  гадолініті,  радіоактивному матеріалі, пошкодженому власною активністю.

## Технологія
- 3 листопада сер  Гамфрі Деві оголосив про винахід  гірничої лампи.[6][7]
- Леві Спір Пармлі винайшов зубну нитку.

## Нагороди
- Медаль Коплі: Девід Брюстер[8]